# Анселмо Алиегро
Анселмо Алиегро Мила (на испански: Anselmo Alliegro y Milá) е кубински политик, временен президент на Куба за един ден (1 – 2 януари 1959 г.) след бягството на Фулхенсио Батиста от страната.

## Биография
Роден в семейството на скулптор, родом от Италия, Мигел Алегро, а майка му е Донатела Мила, родом от Баракоа, Куба.
Заема позицията на председател на Конгреса на Куба от февруари 1955 г. до 1 януари 1959 г. Също е министър-председател на Куба през 1944 г. Бивш кмет на град Баракоа, депутат в Кубинския конгрес през 1925 г., 1940 г., 1945 г.; Министър на търговията през 1942 г., министър на образованието и министър на жилищното строителство.
Женен за Ана Дуран, от която има едно дете, Анселмо Леон Алиегро-младши. Анселмо Алиегро също има дъщеря, Роса Мария „Полита“ Алиегро Санчес, от предишния си брак с Роса Санчес и доведен син, Алфредо Дуран от първия брак на съпругата му Аниа Дуран.